# Джіхан Езкара
Джіхан Езкара (азерб. Cihan Özkara; тур. Cihan Özkara; нім. Cihan Özkara; нар. 14 липня 1991, Гамм, Німеччина) — азербайджанський та турецький футболіст, нападник клубу «Афйонспор».

## Клубна кар'єра

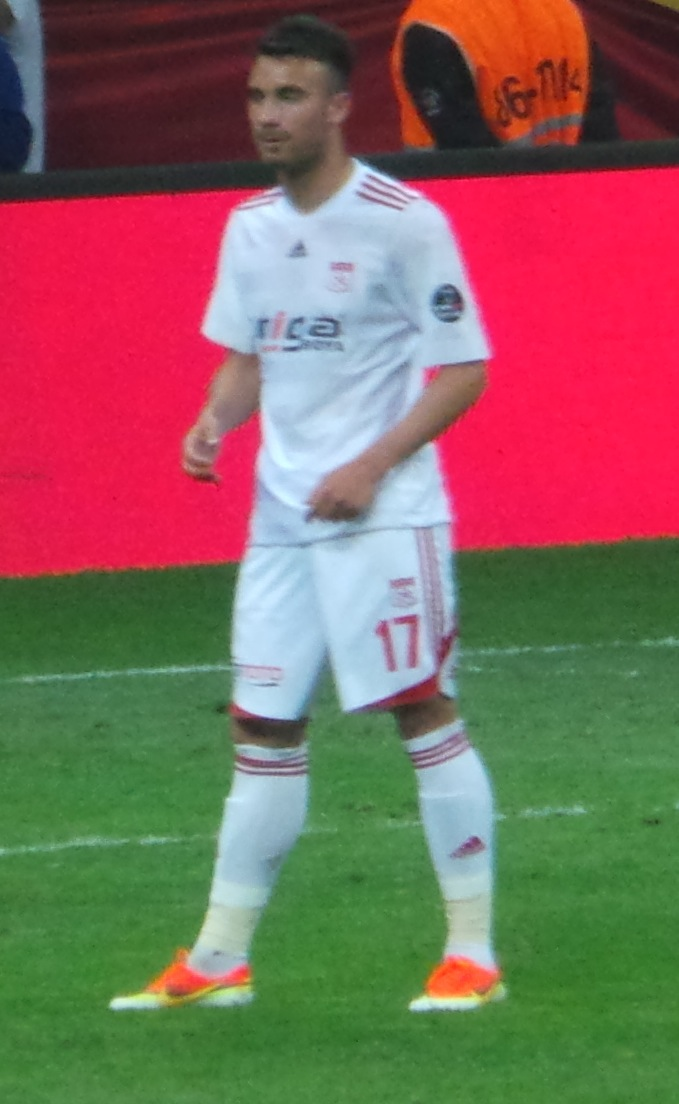
Джіхан Езкара у футболці «Сівасспору».

У 5-річному віці приєднався до дитячої команди «Рот Вайс» (Ален), в якому пройшов різні дитячо-юнацькі команди. У сезоні 2007/08 років перейшов до молодіжної команди «Армінії» (Білефельд), але вже через рік повернувся до Алена. У «Рот-Вайсі» став провідним футболістом юнацької (U-19) команди.
22 вересня 2009 року, після звільнення тренера першої команди, виконувач обов'язків головного тренера аленського клубу Андреас Циммерманн привів його разом з трьома іншими гравцями молодіжки до професіональної команди і вперше випустив на заміну в матчі кубку Німеччини проти «Гройтер Фюрта». Наступного дня вийшов на поле в поєдинку другого дивізіону вже як професіональний футболіст. Незабаром після цього він та ще двоє молодих гравців отримали професіональний контракт, розрахований до 2012 року. З того часу Езкара декілька разів виступав за команду в Другій Бундеслізі, але в 2010 році разом із клубом опустився в третю лігу.
У липні 2011 року перейшов у турецький клуб першого дивізіону «Сівасспор». У сезоні 2012/13 років відправився в оренду до клубу другого дивізіону «Кайсері Ерджіясспор». Вже під час зимової перерви вище вказаного сезону достроково повернувся до «Сівасспору». У лютому 2015 року залишив «Сівасспор».
Після відходу з турецького клубу перейшов до азербайджанського клубу «Сімург». По завершенні сезону залишив Азербайджан й підписав 2-річний контракт з клубом третього дивізіону чемпіонату Німеччини «Пройсен Мюнстер». Під час літньої перерви сезону 2017/18 років приєднався до представника Регіоналліги «Захід» «Ферль». Рік по тому перейшов до іншого представника вище вказаного турніру, «Рот-Вайс» (Обергаузен).
4 вересня 2020 року підписав 3-річний контракт з «Істанбулспором».

## Кар'єра в збірній
Оскільки Берті Фогтс працював тренером національної збірної Азербайджану, Футбольна асоціація Азербайджану дотримується стратегії запрошення німецьких футболістів турецького походження до своїх національних команд. Джіхан у 2011 році дебютував за молодіжну збірну Азербайджану, а наступного року отримав виклик до головної збірної країни. Дебютував у футболці збірної Азербайджану 23 травня 2012 року в товариському матчі проти Японії.

## Статистика виступів у збірній
| національна збірна Азербайджану | національна збірна Азербайджану | національна збірна Азербайджану |
| Рік                             | Матчі                           | Голи                            |
| ------------------------------- | ------------------------------- | ------------------------------- |
| 2012                            | 8                               | 1                               |
| 2013                            | 4                               | 0                               |
| Загалом                         | 12                              | 1                               |

### Голи за збірну
| #  | Дата           | Місце             | Суперник | Рахунок | Результат | Змагання         |
| -- | -------------- | ----------------- | -------- | ------- | --------- | ---------------- |
| 1. | 15 серпня 2012 | Баку, Азербайджан | Бахрейн  | 2-0     | 3-0       | Товариський матч |